# Torre BBVA (Panamá)
A torre BBVA, anteriormente conhecida como Torre del Banco Exterior é um edifício na Cidade do Panamá, localizado na Avenida Balboa, entre Calles 42 e 43. Construído em 1979 foi o edifício mais alto da cidade até 1996. Agora, ele vai a torre mais alta do BAC Panamá.